# Thelma Grigg
Thelma Grigg (* 14. September 1911 in Perth, Australien; † 29. Mai 2003) war eine australische Film- und Theaterschauspielerin.

## Leben
Thelma Grigg wurde 1937 von Cinesound Productions engagiert. Ihr Bühnendebüt hatte sie 1939 in der Produktion The Women by Clare Boothe Luce im Minerva Theatre in Sydney. Im Laufe ihrer Karriere trat sie in über 25 Theaterstücken auf. Ab 1944 sprach die Schauspielerin auch Hörspielrollen für die Australian Broadcasting Corporation ein.
Bereits in ihrem ersten Film That Certain Something wurde Grigg in einer Hauptrolle als Miss Hemingway besetzt. Im Jahr 1947 trat Grigg in ihrer letzten australischen Filmproduktion auf, dem in Australien sehr beliebten Familienfilm Die Kinder von Mara-Mara. Danach zog die Schauspielerin nach England, wo sie sich bemühte, ihre Filmkarriere voranzutreiben, was jedoch weitgehend erfolglos blieb. Zwar bekam sie 1949 noch eine kleinere Rolle als Hofdame in dem Historienfilm Columbus, der von Fredric March gespielt wurde, wie auch in dem ebenfalls 1949 entstandenen Filmdrama Train of Events, wo sie in dem Abschnitt The Composer eine Harfenistin darstellte, wurde aber in größeren Rollen nicht mehr besetzt. Im Jahr 1950 kehrte Grigg auf die Bühne zurück und spielte mit Robertson Hare in einer West-End-Produktion von Vernon Sylvaine Will Any Gentleman…?. Noch im selben Jahr hatte sie auch ihren letzten bekannten Filmauftritt. Sie spielte die Julia in der Mystery-Komödie The Lady Craved Excitement.

## Filmografie
- 1941: That Certain Something
- 1947: Die Kinder von Mara-Mara (Bush Christmas)
- 1949: Columbus (Christopher Columbus)
- 1949: Train of Events – Segment The Composer
- 1950: The Lady Craved Excitement